# Ammonium

Strukturformel

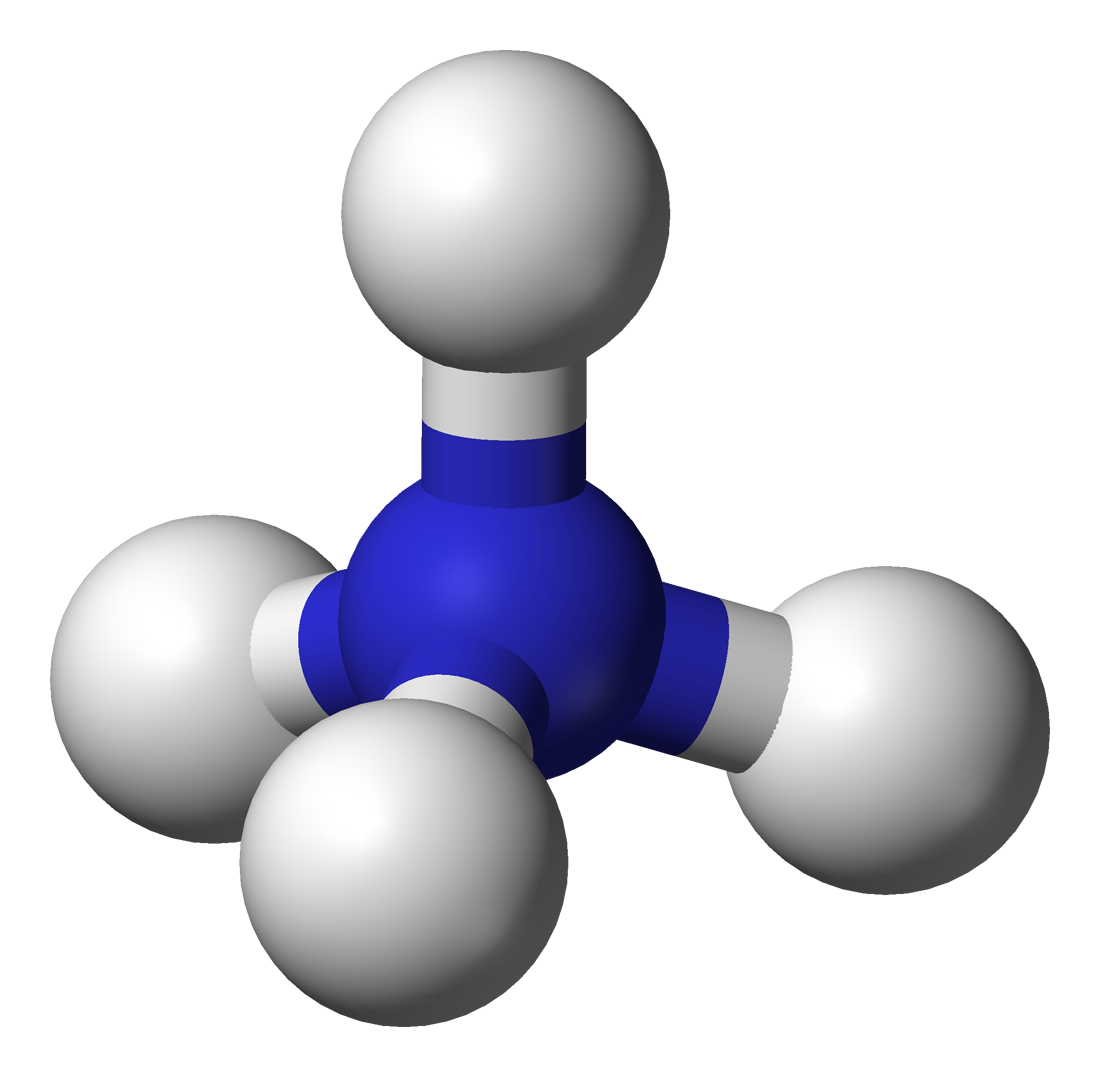
Molekylmodell

Ammonium eller ammoniumjon är katjon till ammoniak. Det är en konjugerad syra-form svag syra (pKa = 9,25) - av basen NH3 - med kemisk formel NH4+. Den bildas när basen ammoniak (NH3, i.e. ej konjugerad) löses i vatten.